# Salif Coulibaly
Salif Coulibaly (Bamako, 13 maggio 1988) è un calciatore maliano, difensore dell'Horoya.

## Carriera

### Club
A livello di club ha giocato dal 2010 al 2013 nel Djoliba, club della massima serie del Mali, con cui in carriera ha giocato anche 4 partite nella CAF Champions League e una partita (con un gol segnato) nella Coppa della Confederazione CAF. Dal 2013 al 2018 ha militato nel TP Mazembe, in Repubblica Democratica del Congo. Nel 2019 ha avuto due fugaci esperienze all'Al-Ahly, in Egitto, e al Raja Casablanca, compagine marocchina con cui non è mai sceso in campo.

### Nazionale
Nel 2012 ha giocato per la prima volta con la nazionale maliana. Nel 2013 è stato convocato per partecipare alla Coppa d'Africa tenutasi in Sudafrica.

## Palmarès

### Club

#### Competizioni nazionali
- Campionato maliano: 1

AC Djoliba: 2012
- Supercoppa del Mali: 2

AC Djoliba: 2012, 2013
- Campionato della Repubblica Democratica del Congo: 2

TP Mazembe: 2013, 2014
- Supercoppa della Repubblica Democratica del Congo: 2

TP Mazembe: 2013, 2014

#### Competizioni internazionali
- CAF Champions League: 1

TP Mazembe: 2015
- Coppa della Confederazione CAF: 1

TP Mazembe: 2016